# (16439) Yamehoshinokawa
(16439) Yamehoshinokawa est un astéroïde de la ceinture principale.

## Description
(16439) Yamehoshinokawa est un astéroïde de la ceinture principale. Il fut découvert le 30 janvier 1989 à Kitami par Tetsuya Fujii et Kazuro Watanabe. Il présente une orbite caractérisée par un demi-grand axe de 2,65 UA, une excentricité de 0,10 et une inclinaison de 12,2° par rapport à l'écliptique.

## Compléments